# Agustín Juárez
Agustín Juárez (San Luis Potosí, 28 de agosto de 1943) é um ex-ciclista olímpico mexicano. Representou sua nação nos Jogos Olímpicos de Verão de 1968, na prova de corrida individual em estrada.